# أسفل حليان (يهر)

تعديل مصدري - تعديل

اسفل حليان هي إحدى قرى عزلة يهر بمديرية يهر التابعة لمحافظة لحج، بلغ تعداد سكانها 29 نسمة حسب تعداد اليمن لعام 2004.